# Збірна Естонії з біатлону
Збірна Естонії з біатлону - естонська національна команда з біатлону. З квітня 2016 року її очолює фінський фахівець Ілкка Луттунен, якому допомагає відомий в минулому естонський біатлоніст Індрек Тобрелутс .  Згодом відомий в минулому естонський біатлоніст змінив іноземного фахівця на чолі збірної. 
Збірна підпорядковується Естонській федерація біатлону (ELSF).

## Команда

### Сезон 2017/18[3]
| Чоловіча збірна                                                                               | Жіноча збірна                                                                                   |
| --------------------------------------------------------------------------------------------- | ----------------------------------------------------------------------------------------------- |
| - Калев Ермітс - Каурі Кіїв - Роланд Лессінг - Рене Захкна - Йохан Таліхарм - Мартін Реммельг | - Реґіна Ойя - Сьюзан Кюльм - Йоханна Таліхярм - Кадрі Легтла - Меріл Бейльман - Туулі Томінґас |

## Головний тренер
- З 2010 по 2014 рік головним тренером команди був латвійський спеціаліст Маріс Какарс.
- У сезоні 2014/15 головним тренером команди був Джано Прантс.
- У сезоні 2015/16 тренером з функціональних тренувань був Калмер Трамм, а тренером зі стрільби був Аско Нутінен.
- У 2016–2018 роках тренером з фізичної підготовки був Ілька Луттунен, тренером з стрільби був Індрек Тобрелуц. [4]

## Результати
Найкращим біатлоністом з Естонії коли-небудь був Кая Парве. Змагаючись у збірній СРСР з біатлону, він 7 разів ставав чемпіоном світу.
Найкращі результати незалежної Естонії від Кубка світу з біатлону / Чемпіонатів світу були у жінок Евелі Сауе (5 місце у сезоні 2006/07 у Гохфільцені на дистанції 15 км). Найкраще місце у змаганнях серед чоловіків й найкращий результат на Кубках світу з біатлону для естонців є друге місце Роланда Лессінга в  гонці переслідування на етапі в Поклюці, Словенія (20 грудня 2009 року). Трохи більше ніж через десять років це досягнення повторили Рене Захна і Регіна Ойя в одиночній змішаній естафеті, яка також проходила в Поклюці. 

### Медалі та призові місця на етапах Кубка світу (з сезону 1991/1992)
| Сезон     | Місце проведення                | Дисципліна                | Дата            | Місце | Спортсмен                                          |
| ЧС-1992   | [[Новосибірськ\| Новосибірськ]] | Естафета                  | 12 лютого 1992  | 3     | Айво Удрас Урмас Калдвее Хіллар Захкна Калью Оясте |
| 1998-1999 | Холменколен                     | Мас-старт                 | 13 березня 1999 | 3     | Індрек Тобрелутс                                   |
| 2009-2010 | Поклюка                         | Гонка переслідування      | 20 грудня 2009  | 2     | Роланд Лессінг                                     |
| 2019-2020 | Поклюка                         | Одиночна змішана естафета | 26 січня 2020   | 2     | Рене Захна Регіна Оя                               |

### Олімпійські ігри
Серед естонських біатлоністів найкраще досягнення на Олімпійських іграх належить Крісті Лепік. На Олімпіаді в Альбервилле в 1992 році вона зайняла 11-е місце в індивідуальній гонці. Серед чоловіків найвище місце займав Айво Удрас. На Олімпіаді у Лилехаммере в 1994 році він був 16-м в індивідуальній гонці. В естафетних гонках естонці лише раз піднімалися в «десятку» на Олімпіадах. У 1992 році жіноче тріо в складі Олени Поялковой, Евела Петерсон і Крісти Лепік зайняли 9-е місце. 

## Залік Кубку націй
| Сезон     | Місце | Очки   | Квоти* |
| --------- | ----- | ------ | ------ |
| 2005/2006 | 16    | 2976.0 | 4 (6)  |
| 2006/2007 | 19    | 2777.0 | 3 (5)  |
| 2007/2008 | 19    | 2644.0 | 3 (5)  |
| 2008/2009 | 17    | 3484.0 | 4 (6)  |
| 2009/2010 | 16    | 3575.0 | 4 (6)  |
| 2010/2011 | 16    | 3841.0 | 4 (6)  |

| Сезон     | Місце | Очки   | Квоти* |
| --------- | ----- | ------ | ------ |
| 2005/2006 | 23    | 1057.0 | 3 (5)  |
| 2006/2007 | 20    | 2241.0 | 3 (5)  |
| 2007/2008 | 17    | 2727.0 | 4 (6)  |
| 2008/2009 | 19    | 2933.0 | 3 (5)  |
| 2009/2010 | 19    | 2863.0 | 3 (5)  |
| 2010/2011 | 16    | 3612.0 | 4 (6)  |

*Квоти - кількість спортсменів, які будуть представляти країну в наступному сезоні

## Скандали
- Біатлоністка Кадрі Легтла вирішила почати сезон 2011/2012 в кубку IBU [6]. Потім виявилося, що це було викликано через розбіжності з головним тренером Марісом Чакарсом. В одному з інтерв'ю спортсменка назвала фахівця полутираном і порівняла його з фюрером. На цю заяву Чакарс іронічно відповів: «Я не полуфюрер. Моє ім'я не Адольф, а Маріс » [7] . Пізніше конфлікт було вичерпано і Легтла стала лідером збірної.